# Романс Мілославскіс
Романс Мілославскіс (17 жовтня 1983) — латвійський політик та плавець.

## Спортивна кар'єра
Милославскіс був членом олімпійської збірної Латвії з 2003 року. У 2004 році в Афінах він посів 23 місце на дистанції 200 м вільним стилем і 35 місце на дистанції 100 м вільним стилем. У 2008 році в Пекіні він був 25-м на дистанції 200 м вільним стилем і 46-м на дистанції 100 м вільним стилем, встановивши нові рекорди Латвії.
У 2003 році йому було присвоєно звання майстра спорту міжнародного класу з плавання.
Змагається на чемпіонатах світу та Європи з 1999 р. На чемпіонаті Європи 2006 р. фінішував 35-м на дистанції 200 м вільним стилем і 37-м на коротшій вдвічі дистанції. На чемпіонаті світу 2007 року посів 41 місце на дистанції 50 м на спині та 50 місце на дистанції 200 м вільним стилем.
Закінчив Лієпайську педагогічну академію.

## Політична діяльність

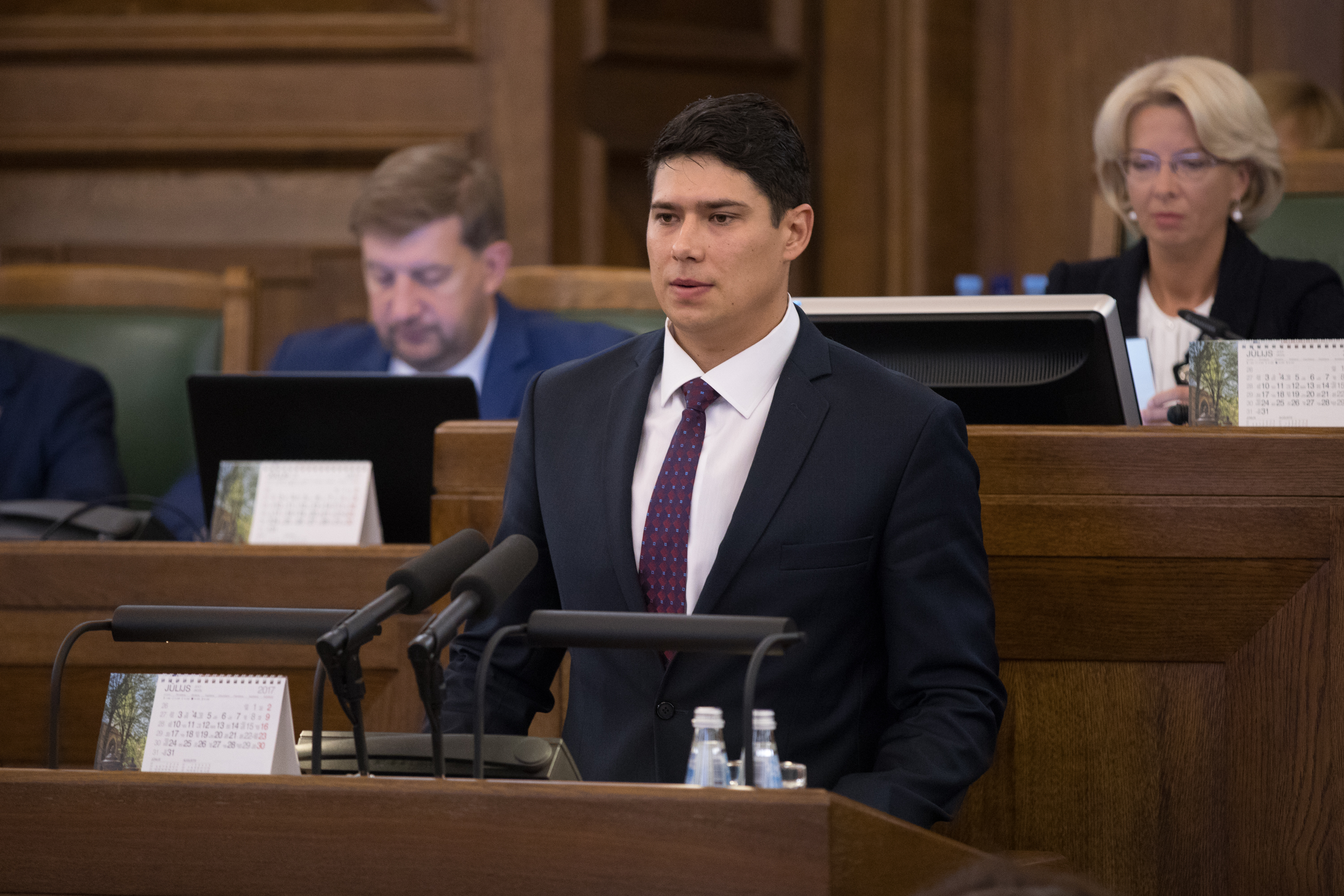
Романc Милославскиc у 2017 році

Після завершення активної спортивної кар'єри Р. Милославскіс звернувся до політики і на муніципальних виборах 2013 року був обраний до Лієпайської міської ради за списком "Saskaņas centrs".
Балотувався на виборах до Сейму 12-го скликання за списком партії "Saskaņa", але не був обраний. У 2016 році Мілославскіс був виключений з партії "Гармонія" за співпрацю з правлячою коаліцією Лієпайської думи. У 2017 році він разом зі своїми прихильниками заснував партію "Liepāja kvadrātā", але вона не отримала достатньої підтримки виборців і, не подолавши 5% бар'єр, не була обрана до Лієпайської думи на муніципальних виборах. Однак колишній член партії Мілославскіса Валерійс Агешинс був обраний до Лієпайської міської ради, Мілославскіс був наступним, хто зайняв його місце в 12-му Сеймі. Він не був членом партії "Saskaņa", але працював у Сеймі як позапартійний депутат.
У дослідженні, проведеному Центром журналістських розслідувань Re:Baltica щодо виступів на трибуні та підготовки звітів депутатів Сейму 12-го скликання разом з 12 іншими, в тому числі 7 обраними депутатами від "Саска", він був визнаний "не виступаючим депутатом", оскільки не був членом Сейму 12-го скликання. Милославський жодного разу не виступав з трибуни і лише тричі готував доповідь щодо законопроекту протягом 44 місяців своєї роботи в Сеймі.
У 2018 році він покинув засновану ним партію "Liepāja kvadrātā" і балотувався до Сейму 13-го скликання за списком партії "Saskaņa", але не був обраний.